# 印尼歸正福音教會
印尼歸正福音教會，印尼文縮寫為 GRII，英文全銜為 Indonesian Reformed Evangelical Church，是總部位於印尼雅加達的歸正宗基督教會。由華人佈道家唐崇榮創建。總會會友主要是印尼華裔。

## 歷史
中國信徒佈道會計志文1952年在印尼東爪哇瑪瑯創辦東南亞聖經神學院，唐崇榮於1961年畢業後，在多年的傳道和佈道生涯後創建教會。

### 大事記
- 1974年唐崇榮在泗水地區的神學院任教，兩年後成為中華福音神學院客座講師。

- 1984年，唐崇榮轉赴雅加達提倡歸正宗及福音派神學。兩年後，1986年他成為雅加達及泗水歸正福音神學教育機構的共同創辦人，透過圖書館及出版社提供基督教刊物。

- 1989年，唐崇榮創立印尼歸正福音協會，爾後發展為印尼正福音教會。[2]

- 1991 - 2007年，唐崇榮在印尼任職歸正福音神學學校主任。

- 1996年，唐崇榮成為教會區會主席，1998年成為印尼歸正福音協會主任牧師。

- 2008年，唐崇榮獲美國費城西敏斯特神學院頒授榮譽博士學位。[2]

1989年唐崇榮以歸正神學基礎在印尼創建歸正福音教會，教會會眾委身於佈道工作。
印尼歸正福音教會總部位於歸正千禧中心，中心內的彌賽亞大教堂是海外最大的華人教堂。其會友除分布於印尼各主要城市，同時亦分布於新加坡、吉隆坡、澳洲、中國、台灣、德國及美國。

## 信仰告白
印尼歸正福音教會與全球歸正教會共同認信歸正宗信經信條，並有自己的信仰宣言。
部分教會採用西敏斯特信仰信條及海德堡要理問答。

## 教會組織
唐崇榮是印尼歸正福音教會的區大會主席。
印尼歸正福音教會發展分為三個階段，第一階段為歸正福音團契（印尼語：Persekutuan Reformed Injili Indonesia，英語：Reformed Evangelical Fellowship）；第二階段為歸正福音講壇（印尼語：Mimbar Reformed Injili Indonesia，英語：Reformed Evangelical Pulpit）；第三階段為歸正福音教會。
印尼歸正福音教會及相關機構接納女性傳道人員、教師及區會會員。她們雖然不會被按立，但是可以擔任傳道和管理的角色。
- Benyamin Intan是世界歸正團契（World Reformed Fellowship）的董事會成員。

## 概況
印尼約有二億五千萬人口。福音化是一個漫長的過程。

## 崇拜中心

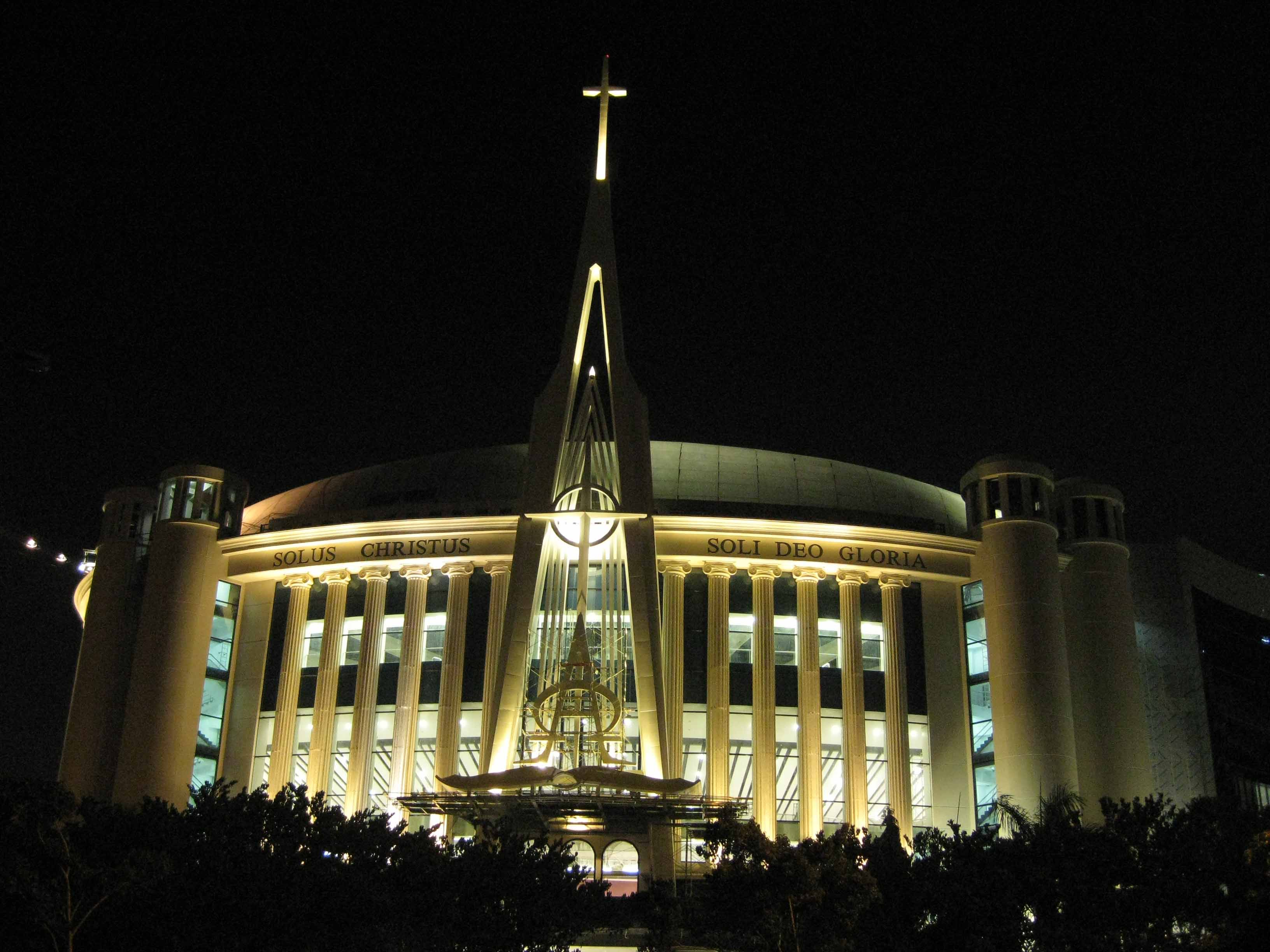
彌賽亞大教堂夜景。

2008年。印尼歸正福音教會建造的歸正千禧中心建築竣工，其中包含彌賽亞大教堂（主堂有四千八百個座位）。建築群中還包括神學院、音樂廳、藝術中心、基督教學校、圖書館及住家與辦公室的綜合多用途大樓。其中的印尼歸正福音神學研究院與美國費城西敏斯特神學院有密切合作關係。

### 其他中心
其他設有崇拜中心的國際城市有新加坡、吉隆坡、墨爾本、雪梨、珀斯、台北、新北市新店、新北市汐止、香港、柏林、漢堡、多倫多、波士頓、奧克蘭、慕尼黑、伯恩、洛杉磯 及鹽湖城等七十四個分堂。

## 國際組織
世界歸正團契成員。

## 外部連結
- 印尼總會網站
- 吉隆坡歸正福音教會 （页面存档备份，存于）
- 臺北歸正福音教會 （页面存档备份，存于）